# Банное (Свердловская область)
Банное — деревня в Красноуфимском округе Свердловской области. Управляется Криулинским сельским советом.

## География
Населённый пункт расположен на берегу старицы реки Уфа — озера Банное, в 6 километрах на юго-восток от административного центра округа — города Красноуфимск.

### Часовой пояс
Банное как и вся Свердловская область, находится в часовой зоне МСК+2. Смещение применяемого времени относительно UTC составляет +5:00.

## Население
| 2002 | 2010 | 2021 |
| ---- | ---- | ---- |
| 232  | ↘218 | ↗224 |

## Инфраструктура
Деревня разделена на пять улиц (Набережная, Песчаная, Радужная, Центральная, Чигвинская).